# Osztrák Zöld Párt
Az Osztrák Zöld Párt (németül Die Grünen) egy ausztriai természetvédő párt.

## Története
Az Osztrák Zöld Pártot 1991-ben alapították zöld aktivisták, akik környezetvédelemmel és „zöld politikával” foglalkoztak.

## Választások

### Elnökválasztások
A 2016-os ausztriai elnökválasztáson Alexander Van der Bellent indították, aki az első fordulóban 21,30 százalékot kapott, a második fordulóban pedig 50,35 százalékot, ezzel ő lett az első olyan elnöke Ausztriának, aki az Osztrák Zöld Párt tagja, és így a Zöld Párt történelmet írt. A 2016-os júniusi osztrák Alkotmánybíróságon Heinz-Christian Strache és Norbert Hofer panaszkodott, hogy szabálytalanság történt a második fordulós választáson, és emiatt fordultak az osztrák Alkotmánybírósághoz. Az osztrák Alkotmánybíróság Heinz-Christian Strache-nek és Norbert Hofernek adott igazat, és megsemmisítették a második fordulós választást, és új időpontot fognak adni, ami október 2-án fog megismétlődni Ausztriában.

### Szövetségi parlamenti választások
| Év   | Szavazatok | %    | Mandátumok | Státusz                          |
| ---- | ---------- | ---- | ---------- | -------------------------------- |
| 1983 | 159 616    | 3,4  | 0 / 183    | Nem jutott be a törvényhozásba   |
| 1986 | 234 028    | 4,8  | 8 / 183    | Ellenzék                         |
| 1990 | 225 084    | 4,8  | 10 / 183   | Ellenzék                         |
| 1994 | 338 538    | 7,3  | 13 / 183   | Ellenzék                         |
| 1995 | 233 208    | 4,8  | 9 / 183    | Ellenzék                         |
| 1999 | 342 260    | 7,4  | 14 / 183   | Ellenzék                         |
| 2002 | 464 980    | 9,5  | 17 / 183   | Ellenzék                         |
| 2006 | 520 130    | 11,1 | 21 / 183   | Ellenzék                         |
| 2008 | 509 936    | 10,4 | 20 / 183   | Ellenzék                         |
| 2013 | 582 657    | 12,4 | 24 / 183   | Ellenzék                         |
| 2017 | 192 638    | 3,8  | 0 / 183    | Kiesett a törvényhozásból        |
| 2019 | 664 055    | 13,9 | 26 / 183   | Kormánypárt, koalíció az ÖVP-vel |
| 2024 | 402 107    | 8,2  | 16 / 183   | Ellenzék                         |

### Tartományi parlamenti választások
| Tartomány      | Év   | Szavazatok | %    | Mandátumok | Státusz                          |
| -------------- | ---- | ---------- | ---- | ---------- | -------------------------------- |
| Alsó-Ausztria  | 2023 | 68 207     | 6,4  | 4 / 56     | Ellenzék                         |
| Bécs           | 2025 | 98 995     | 14,5 | 15 / 100   | Még nem ismert                   |
| Burgenland     | 2025 | 11 062     | 5,7  | 2 / 36     | Kormánypárt, koalíció az SPÖ-vel |
| Felső-Ausztria | 2021 | 99 496     | 12,3 | 7 / 36     | Ellenzék                         |
| Karintia       | 2023 | 11 676     | 3,9  | 0 / 36     | Parlamenten kívüli               |
| Salzburg       | 2023 | 22 074     | 8,2  | 3 / 36     | Ellenzék                         |
| Stájerország   | 2024 | 40 870     | 6,2  | 3 / 48     | Ellenzék                         |
| Tirol          | 2022 | 31 598     | 9,2  | 3 / 36     | Ellenzék                         |
| Vorarlberg     | 2024 | 22 926     | 12,4 | 4 / 36     | Ellenzék                         |